# イランにおけるHIV/AIDS
本稿では、イランにおけるHIV/AIDSについて述べる。

## 歴史
イランでは1980年代後半から、HIV感染が広がり始めた。感染拡大はこれまで3回あったという。1度目は輸血を通じてである。2度目は薬物使用者（主に男性）の注射器のまわし打ちによってである。2008年以降、感染した男性が売春婦や妻にうつす3度目の感染拡大期に入っているという。

## 現状
保健省の統計では、2010年9月現在の感染者は、男性2万人あまり、女性1700人あまりである。しかし把握できていない感染者は6万人ほどと推定されている。実際、バヒドダストジェルディ保健大臣は2010年11月、放置すれば感染者は10万人を越すと警告した。

## 啓発活動
イランには実際には売春婦が存在するのだが、厳格なイスラム教国であるため、そのような現実をおおっぴらに論じること自体が難しい。そのため、政府の啓発活動も遅れていた。それでも政府は2010年10月から、国営テレビでアニメ画像の啓発コマーシャルを始めたが、検査を促すだけで、エイズがどのような病気かを伝えていない。